# خفافيش الليل
خفافيش الليل أو خفافيش المساء وتُسمى أيضاً الخفافيش الشائعة (الاسم العلمي: Vespertilionidae)، هي فصيلة من الخفافيش ضمن طائفة الثدييات. وهي أكبر وأشهر فصيلة للخفافيش وتحتوي على أكثر من 300 نوعاً مُوزعين على أكثر من 46 جنساً في أربعة أسر ويتواجدون في مختلف بقاع العالم في كل القارات، باستثناء قارة القطب الجنوبي.